# ケネス・グリフィン
ケネス・グリフィン（Kenneth C. Griffin、1968年10月15日 - ）は、アメリカのヘッジファンドマネージャー・実業家・投資家。マイアミに本拠地を置く有力ヘッジファンド、シタデルの創業者であり、CEOを務める。ケン・グリフィン（Ken Griffin）とも表記される。

## 概要
1968年、フロリダ州デイトナビーチ生まれ。
1986年にハーバード大学に入学すると投資活動を開始。1989年に大学卒業後、1990年にシタデルの前身となるウェリントン・フィナンシャル・グループを設立。1994年にはシタデル・インベストメント・グループと社名変更した。シタデルは2022年末時点で、世界のヘッジファンドの創業来利益でランキング1位と報じられた。
ニューヨーク、シカゴ、ロンドンなどでの超高額不動産のオーナーとして、また、デ・クーニング、ポロック、ウォーホル、バスキアといった有名アーティストの作品の購入によって、世界有数のアートコレクターとしても知られている。2023年の『フォーブス』世界長者番付では保有資産350億ドルで35位。